# Банда Гриссомов
«Банда Гриссомов» (англ. The Grissom Gang) — криминальный фильм 1971 года режиссёра Роберта Олдрича, снятого по мотивам дебютного романа Джеймса Хедли Чейза «Нет орхидей для мисс Блэндиш». Это вторая экранизация романа. Первая вышла в 1948 году. Главные роли исполнили Ким Дарби, Скотт Уилсон, Роберт Лансинг и Айрин Дейли. Фильм имеет ряд расхождений с литературным первоисточником.

## Сюжет
В Миссури банда мелких жуликов планирует выкрасть колье у дочери миллионера Джона П. Блэндиша, но ситуация, вышедшая из-под контроля, приводит к тому, что Барбару, дочь Блэндиша, похищает бандитская группировка во главе с Глэдис Гриссом, по прозвищу Ма, и её психически неуравновешенным сыном Слимом. Ма планирует держать Барбару в заложниках до получения выкупа, после чего планирует «убрать» её, так как та слишком много знает, но Слим влюбляется в девушку…

## В ролях
| Актёр          | Роль                                              |
| -------------- | ------------------------------------------------- |
| Ким Дарби      | Барбара Блэндиш, похищенная дочь миллионера       |
| Айрин Дейли    | Глэдис «Ма» Гриссом, глава бандитской группировки |
| Скотт Уилсон   | Слим Гриссом, сын «Ма»                            |
| Тони Мусанте   | Эдди Хейган                                       |
| Роберт Лансинг | Дейв Феннер, частный детектив                     |
| Уэсли Эдди     | Джон П. Блэндиш, миллионер                        |
| Конни Стивенс  | Анна Борг                                         |
| Дон Кифер      | доктор Гриссом                                    |
| Джоуи Фэй      | Уоппи                                             |
| Ральф Уэйт     | Мейс                                              |

## Отличия фильма от романа
Экранизация хоть и сохраняет основную сюжетную линию, но имеет ряд отличий от книги в деталях:
- В книге фамилия Ма и Слима ГриссоН, в фильме она изменена на ГриссоМ.
- В фильме время действия 1931 год, в то время как по книге события происходят позже (Ма Гриссон упоминает гибель Джона Диллинджера[1], который был убит в 1934 году).
- В книге дочь Блэндиша ни разу не названа по имени (упоминается просто как «мисс Блэндиш»), в фильме же её зовут Барбара.
- В финале фильма дочь Блэндиша спасают и возвращают отцу, в книге же, получив психологическую травму, она кончает жизнь самоубийством.
- Фильм более мелодраматичен, чем роман.

## Прокат

### Премьера и отзывы
Премьера фильма состоялась 28 мая 1971 года. Он получил преимущественно положительные отзывы. На сайте Rotten Tomatoes количество положительные рецензий составило 67 %, а на Internet Movie Database его оценка составила 6,9 баллов из 10. Тем не менее фильм провалился в прокате, собрав по всему миру $ 1 702 934, в то время как бюджет его составлял $ 3 000 000

### Премьера фильма по странам[6]
- США — 28 мая 1971
- ФРГ — 24 сентября 1971
- Франция — 29 сентября 1971
- Швеция — 8 ноября 1971
- Финляндия — 28 января 1972
- Норвегия — 3 апреля 1972
- Дания — 7 августа 1972